# افرای تیزبرگ
افرای تیزبرگ (نام علمی: Acer argutum) نام یک گونه از سرده افرا است.